# Attigliano
Attigliano is een gemeente in de Italiaanse provincie Terni (regio Umbrië) en telt 1759 inwoners (31-12-2004). De oppervlakte bedraagt 10,4 km², de bevolkingsdichtheid is 169 inwoners per km².

## Demografie
Attigliano telt ongeveer 698 huishoudens. Het aantal inwoners steeg in de periode 1991-2001 met 2,2% volgens cijfers uit de tienjaarlijkse volkstellingen van ISTAT.
| Jaar | Inwoneraantal |
| ---- | ------------- |
| 1991 | 1663          |
| 2001 | 1700          |

## Geografie
De gemeente ligt op ongeveer 95 m boven zeeniveau.
Attigliano grenst aan de volgende gemeenten: Amelia, Bassano in Teverina (VT), Bomarzo (VT), Giove, Graffignano (VT), Lugnano in Teverina.
Acquasparta · Allerona · Alviano · Amelia · Arrone · Attigliano · Avigliano Umbro · Baschi · Calvi dell'Umbria · Castel Giorgio · Castel Viscardo · Fabro · Ferentillo · Ficulle · Giove · Guardea · Lugnano in Teverina · Montecastrilli · Montecchio · Montefranco · Montegabbione · Monteleone d'Orvieto · Narni · Orvieto · Otricoli · Parrano · Penna in Teverina · Polino · Porano · San Gemini · San Venanzo · Stroncone · Terni
1. ↑  https://demo.istat.it/?l=it.